# ハーゲン通信大学
ハーゲン通信大学（はーげん・つうしんだいがく、英語: University of Hagen、公用語表記: FernUniversität Hagen）は、ハーゲンに本部を置くドイツの公立大学。1974年創立、1974年大学設置。大学の略称はFernUni。

## 概要
ハーゲン大学はドイツで唯一の国立の通信大学である。大学の本部はノルトライン・ヴェストファーレン州のハーゲンに位置する。すべての学部において博士号および教授資格授与の権利を有する。2023年夏学期現在、70114人の学生が在籍するドイツの最大の大学である。欧州に60の学習センターを設けている。学習センターがない国ではゲーテ・インスティトゥートで受験できる。

## 学部
- 経済学部
- 文化社会学部
- 心理学部
- 数学・情報学部
- 法学部

## 学位

### 学士号
- 教育学
- 文化科学
- 社会学
- 行政学
- 社会学
- 心理学
- 情報学
- 数学
- 数理ソフトフェア開発
- 経済学
- 経済情報学
- 法学

### 修士号
- 教育とメディア（eEducation）
- ヨーロッパの歴史
- 新しいドイツ文学
- 哲学
- 政治学
- 社会学
- 情報学
- 数学
- 法学
- 国民経済学
- 経済情報学
- 経済学
- エンジニア・自然科学者のための経済学

### 国家資格
- 法学（一次国家試験）

### 修士号（発展課程）
- ジェネラルマネジメント
- デジタルフォーメーション
- リーダーシップ
- マーケティング
- パーソナルマネジメント
- グループ心理学
- 法曹と法実務
- ヨーロッパ知的財産法
- 経済法・労働法
- 調停

## 著名な卒業生
- ラヴィニア・ウィルソン　女優
- ウラ・シュミット 、政治家・ドイツ社会民主党（SPD）所属。2013年よりドイツ連邦議会副議長。
- ギド・ヴェスターヴェレ　弁護士・政治家、自由民主党（FDP）党首、第2次アンゲラ・メルケル内閣において外相を務めた（2011年5月までは副首相を兼任）
- オリバー・ビアホフ　サッカー選手
- マルコ・ボーデ　サッカー選手
- ベティ・ハイドラー　陸上競技選手
- エディット・ピヒト＝アクセンフェルト
- オリバー・カーン　サッカー選手
- ルーカス・クロスターマン　サッカー選手
- クリストフ・メッツェルダー　サッカー選手
- アンドレア・ペトコビッチ　テニス選手
- ラース・リッケン　サッカー選手
- フランツ・シーマー　サッカー選手
- ダニエル・シュヴァーブ　サッカー選手
- カーチャ・ザイツィンガー　スキー選手
- ラウラ・シグムント　テニス選手